# Chromatomyia horticola
Chromatomyia horticola este o specie de muște din genul Chromatomyia, familia Agromyzidae, descrisă de Goureau în anul 1851. Conform Catalogue of Life specia Chromatomyia horticola nu are subspecii cunoscute.